# Поляна (Хирівська міська громада)
Поля́на — село в Україні, у Самбірському районі Львівської області. Населення становило 360 осіб у 2001 році. Орган місцевого самоврядування — Хирівська міська рада.
15 червня 1934 р. село передане з Самбірського повіту до Добромильського.

## Населення

### Мова
Розподіл населення за рідною мовою за даними перепису 2001 року:
| Мова       | Кількість | Відсоток |
| ---------- | --------- | -------- |
| українська | 359       | 99.72%   |
| вірменська | 1         | 0.28%    |
| Усього     | 360       | 100%     |